# 姜维
姜维（202年—264年3月3日），字伯約，涼州天水郡冀縣（今甘肅省天水市甘谷縣）人。三國時期蜀漢著名軍事家。原为曹魏天水郡中郎將，後降蜀漢，深受諸葛亮器重。蒋琬、費褘先後逝世後，姜維總領蜀漢軍权，官拜大将军，並先後十一次伐魏。其後，司馬昭滅蜀漢，姜維在劍閣防守鍾會。鄧艾出奇兵從陰平小路歷經艱辛，突然出現在成都附近，諸葛亮子諸葛瞻戰死，後主劉禪降魏，蜀漢滅亡:9。姜維打算利用鍾會的野心復國，遂降於鍾會並共同發動叛亂，但因事敗死於亂軍之中，享年六十二歲。

## 生平

### 涼州異才
姜维出生于202年，父親姜冏是天水郡守的佐官，曾任郡功曹，早年於羌、戎叛亂中，戰死沙場。姜維與母親相依為命，喜歡漢朝學者鄭玄學說。時常結交一些豪傑，暗中養了些死士，心中有大志。初為曹魏中郎，參天水郡軍事:1062。建兴六年（228年）诸葛亮出兵祁山，姜維及功曹梁绪、主簿尹赏、主记梁虔等正与天水太守马遵、雍州刺史郭淮外出巡视，马遵听到蜀军将至且诸县响应，怀疑其麾下的姜維等人皆有异心，遂趁夜逃到上邽。當姜維等人察觉马遵已逃走，想回去，但城门已关闭。去冀城，也被拒門外，遂投降諸葛亮，姜维母亲则滞留魏国。

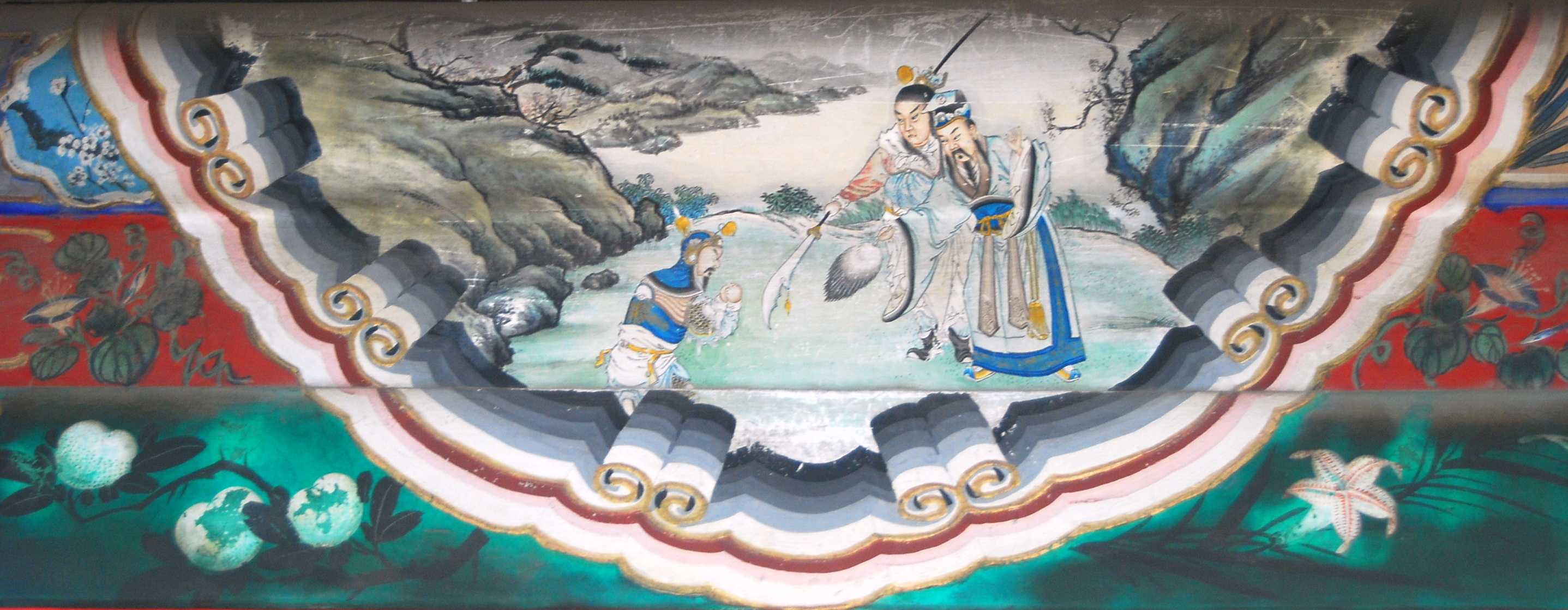
颐和园长廊上的“收姜维”情节

諸葛亮徵辟姜維為倉曹掾，加奉义将军，封當陽亭侯，時年27岁。诸葛亮曾與張裔、蔣琬書稱：「姜維忠勤時事，思慮精密，考察他所擁有之才能，李邵、馬良都比不上。此人，乃涼州之上等人才。」(有一說為涼州最傑出之人）又說：「姜維在軍事上很有見解，既有膽色、明義理，深解兵法意理。此人心存漢室，才能兼備於人，須先教他操練中虎步兵五六千人，將軍事全教給他，當帶他進宮，覲見天子。」後來，姜維遷為中監軍、征西將軍。

### 軍旅生涯
234年，诸葛亮死于五丈原后，姜維返回成都，為右监军、辅汉将军，统率诸军，进封平襄縣侯。238年，隨大將軍蔣琬（諸葛亮後繼者）遷往漢中。蔣琬不久升為大司馬，便以姜維為司馬，數次率偏軍西入。243年，升為鎮西大將軍，領涼州刺史。247年，升衛將軍，與大將軍費禕共同行使尚書事權。是年，汶山平康蠻人反叛，姜維率眾討伐平定。出在隴西、南安、金城郡邊界，與魏國前將軍郭淮、右將軍夏侯霸等於洮西交戰。249年，劉禪授姜維假節，姜維出兵西平。姜維每次想大舉出兵，費禕常不依從，限制給他不超過一萬名士兵，因此沒有重大斬獲:1064。

### 北伐中原

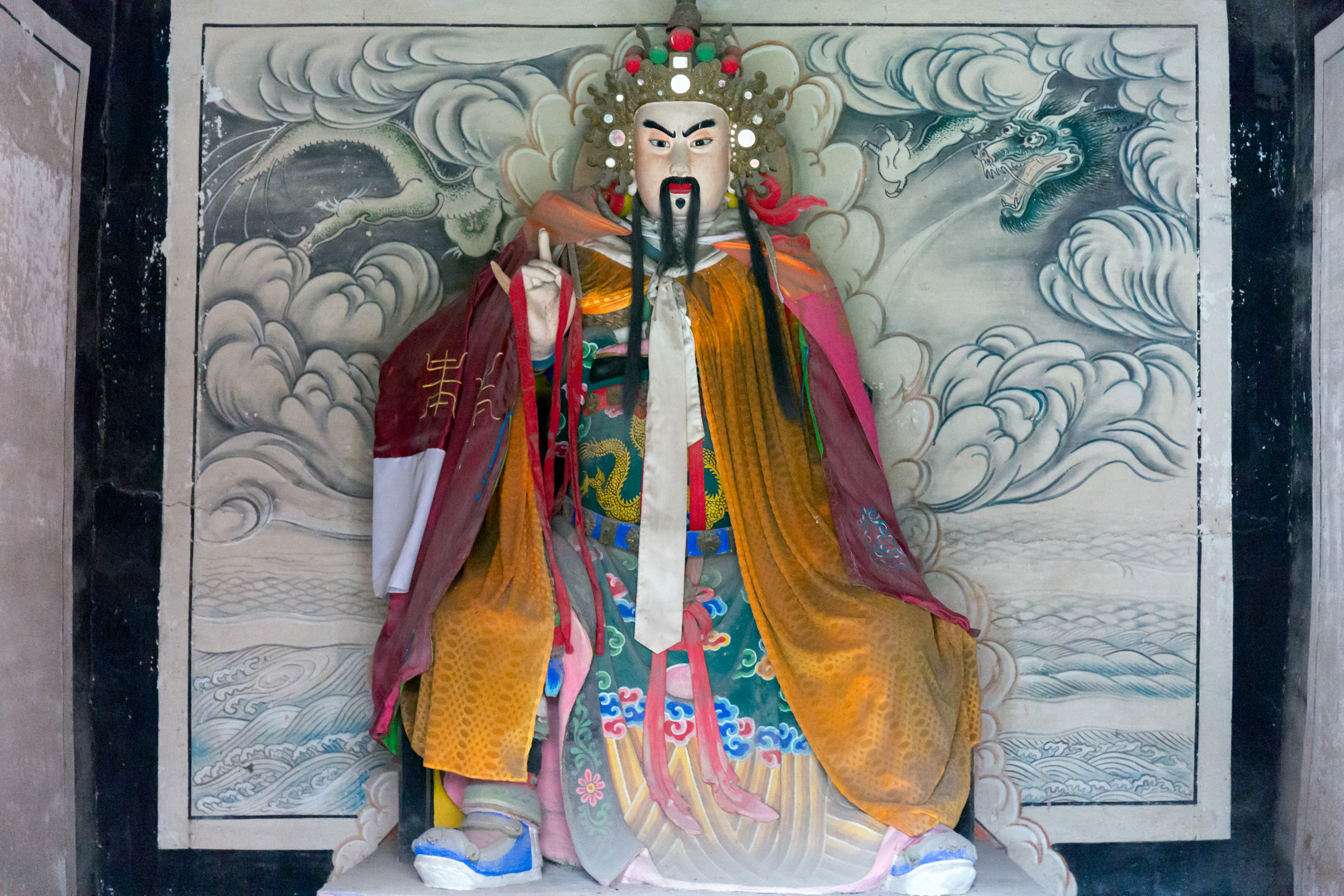
五丈原武侯祠内的姜维塑像

253年春，費禕被降將郭脩刺殺而亡。三月，吳太傅諸葛恪再次興師攻魏，發兵20萬進攻淮南。姜維率數萬人出石營（今甘肅省西和縣西北），經董亭（今甘肅省天水市西南），包圍南安，魏雍州刺史陳泰率軍解圍，進至洛門（即洛門聚，今甘肅甘谷西），姜維糧盡退還。
254年，姜維加督國內外軍事。二月，魏中書令李豐與皇后之父光祿大夫張緝等密謀廢易大臣，欲以太常夏侯玄代替司馬師為大將軍。事泄，司馬師殺李豐、夏侯玄等，廢張皇后，魏國一時陷於混亂。魏狄道長李簡密向蜀漢請降。六月，姜維復出隴西攻魏，李簡獻城降，占據狄道（今甘肅臨洮）。十月，姜維率軍進圍襄武（魏隴西郡治，今甘肅隴西南），與魏將徐質交鋒，斬其首級，魏軍戰敗撤退。蜀漢前軍蕩寇將軍張嶷戰死。姜維乘勝進擊，拔河關（今甘肅臨夏西北）、臨洮（今甘肅岷縣狄道）三縣民回蜀漢。
蜀延熙十八年（魏正元二年，255年）七月，姜維乘魏大將軍司馬師病亡之際，再度北伐，征西大將軍張翼反對北伐，表示國家弱小，人民疲敝，不應窮兵黷武。姜維不聽。於是與車騎將軍夏侯霸、張翼等數萬人攻魏。八月初二，到達枹罕（今甘肅臨夏東北），遂向狄道進軍。魏征西將軍陳泰命雍州刺史王經率所部進駐狄道，待他率主力自陳倉到達後，再鉗擊蜀漢軍。王經不俟陳泰軍至即擅擊蜀漢軍，姜維率軍先後故關（今甘肅臨洮北）、洮西大破王經，王經部下死者數萬人。王經退保狄道，姜維乘勝進圍。魏大將軍司馬昭命長水校尉鄧艾出任安西將軍，與陳泰進兵解圍，並遣太尉司馬孚為後援。陳泰與鄧艾軍會合後，分三路進至隴西，避開蜀軍，出其不意地繞過高城嶺（今甘肅渭源西北），進至狄道東南山上，燃火擊鼓與城內聯絡，守軍見援軍至，士氣大振。姜維即督軍沿山進攻，被魏軍擊退。這時陳泰揚言截斷蜀軍退路，姜維遂於九月廿五日（11月11日）退卻，駐鐘題（今甘肅臨洮南）。

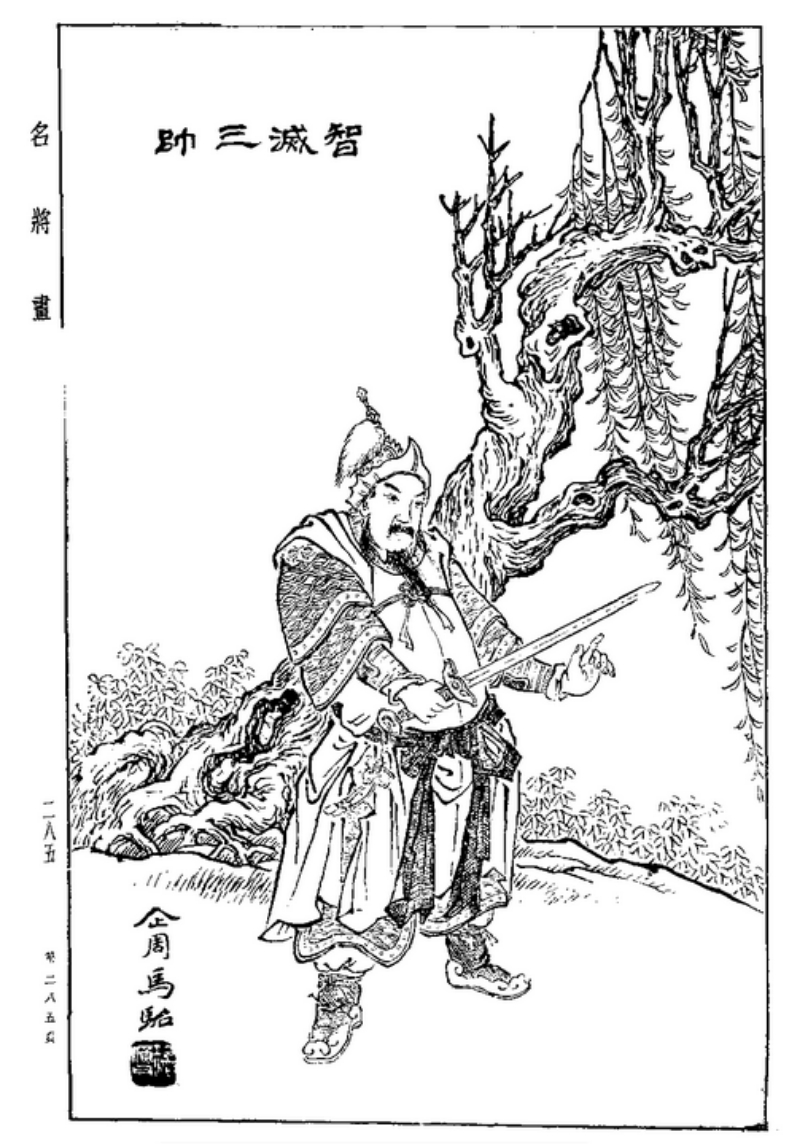
姜維

256年正月，姜維在駐地拜為大將軍。六月，姜維與鎮西大將軍胡濟約期於上邽（今甘肅天水）會合。七月，姜維率先出兵祁山，聞鄧艾有備，乃改從董亭（今甘肅武山南）攻南安（今甘肅隴西東南）。鄧艾軍搶佔武城山（今甘肅武山西南）據險拒守。姜維見地利已失，強攻難克，乃夜渡渭水東進，沿山進取上邽。兩軍戰胡濟失期未至。蜀漢軍為鄧艾所破于段谷（今甘肅天水西南）。士卒潰散，死傷甚眾。百姓因此埋怨姜維，而隴山以西亦騷動不安。姜維謝過引疚負責，自求削貶為後將軍，行大將軍事。
257年五月，魏征東大將軍諸葛誕聯合東吳在淮南起兵反司馬昭。司馬昭分調關中兵東下討伐諸葛誕。姜維欲乘機攻向秦川（渭水流域），於十二月率兵數萬出駱谷（今陝西周至西南），到達沈嶺（今陝西周至南）。當時，魏在長城（今陝西周至南）積存大量軍糧，且防守薄弱。聞姜維至，眾皆惶懼。魏征西將軍司馬望和安西將軍鄧艾恐姜維襲奪長城，立即合軍據守。姜維軍進至芒水（今陝西周至黑水），依山為營。司馬望、鄧艾依傍渭水堅守築寨。姜維多次挑戰，司馬望、鄧艾不于回應。
258年三、四月間，姜維聽聞諸葛誕被破失敗，乃退還成都。復再被拜為大將軍:1065。
景耀年間，姜維更改了從前魏延任漢中太守期間實兵諸圍的策略，大量圍守撤兵至漢、樂二城，僅剩西安、建威、武衛、石門、武城、建昌、臨遠等設立圍守。姜維認為之前魏延的防守策略只能禦敵，不能殲敵。姜維提出不如撤圍，漢軍只駐守關隘，堅壁清野，僅派出騷擾的游擊隊，讓敵人深入漢中，敵人遠道而來，補給困難，又無法掠奪糧食，自然撤退。此時漢軍出城和游擊隊一同包夾，就可以消滅敵人。但忽視了前漢中太守魏延、王平對陽平關的防守。
262年十月，姜維起兵再度攻魏，攻入洮陽境。魏征西將軍鄧艾率兵迎戰。鄧艾抓住姜維懸師遠征，戰線長，給養困難，難以持久的弱點。搶佔有利地勢，在洮陽以東侯和（今卓尼東北）設陣，以逸待勞，阻擊蜀軍，雙方激戰後，魏軍發起反擊，蜀軍击破，損失嚴重。諸葛瞻、董厥等人認為姜維連年出兵，沒有立下功績，而國家又疲敝，要求罢免姜维的兵权，而姜维又厌恶宦官黃皓专权，甚至上表要刘禅杀死黃皓，刘禅拒绝。黃皓伺机报复，准备说服刘禅让自己好友右大將軍閻宇代替姜维，姜維害怕，只得藉口屯田，退往沓中（今甘肅舟曲西北），實際上是遠離成都以避禍。

### 勢變潰失
景耀六年（263年），魏國將領鍾會於關中練兵，姜維上表後主：「聽聞鍾會治兵關中，欲規畫進一步拓取土地之意，宜一併派遺張翼、廖化督率各軍，分別護陽安關口、陰平橋頭，以防患於未然」。黃皓徵求鬼巫信息，謂敵人終究不會自來，稟告後主有其事，而群臣不知所以。及後魏大都督司馬昭兵分三路大舉進伐蜀漢：鎮西將軍鍾會領十餘萬大軍，將兵向駱谷，南征漢中；征西將軍鄧艾領隴右軍三萬攻入沓中，牽制姜維；雍州刺史諸葛緒領兵三萬至陰平橋頭，阻止姜維回救蜀中。姜維立刻率軍由沓中南撤，遺右車騎將軍廖化往沓中為援軍，左車騎將軍張翼、輔國大將軍董厥等往陽安關口以為諸圍外相助。姜維奮力擺脫鄧艾追擊，並且用計騙過了諸葛緒，以阻擋魏軍。而鍾會圍攻漢、樂二城，遺別將進攻陽安關口，武興督蔣舒開城出降，傅僉格鬥而死。鍾會不能攻克樂城，聽聞陽安關口已攻下，便長驅而前進。張翼、董厥甫至漢壽，姜維、廖化亦舍陰平而退，皆退保劍閣以拒鍾會，雙方僵持不下。鍾會不能攻克劍閣，糧食運送遙遠，將議還歸魏國。而鄧艾自陰平由景谷道傍入，遂破绵竹，蜀將諸葛瞻、諸葛尚、黃崇、張遵、李球等戰死。劉禪請降於鄧艾，鄧艾前往佔據成都:1066。

### 謀敗身死
姜維等人起初聽聞鄧艾攻破諸葛瞻於綿竹，又聽到許多關於劉禪的傳言，有或聽聞劉禪欲固守成都，或聽聞欲往東入奔吳國，或聽聞欲往南入建寧，於是引軍棄劍閣往成都。姜维到郪县，得到刘禅的投降命令，于是令兵士投戈卸甲，将自己的符节交给胡烈，从东道向钟会投降。军中的将士都拔起刀剑挥砍石头发泄心头的愤怒。
姜维投降钟会后，钟会问：“为何来得这么迟？”姜维说：“今日能来已经算是很快了。”钟会非常看重姜维，暂时还给他印号节盖，与他“出则同车，坐则同席”，又对长史杜预说：“以姜伯约比中土名士，就算是公休（诸葛诞）、太初（夏侯玄）也比不上他。” 
魏咸熙元年（264年）正月一日，邓艾遭钟会陷害，被曹魏下令以槛车押回洛阳。此时钟会自认为功名盖世，不可再为人下，于是谋反。姜维发觉钟会的异心，认为可以趁机复兴蜀汉，就对钟会说：“听闻您自淮南平叛以来，算无遗策，晋道克昌，都是您的功劳。如今又平定蜀地，威德振世，百姓拜服您的高功，君主敬畏您的谋略，您难道想如此安然归去吗？韩信在战乱时也不愿背弃汉朝，却在太平时遭受猜疑；文种不从范蠡归隐于五湖，最终伏剑妄死，这些岂是昏君愚臣的情况？而是利害导致的。现在您大功既立，大德已著，何不效法陶朱公泛舟绝迹于江湖，全功保身，登峨嵋之岭，而从赤松子云游呢？”钟会说：“您说得太过高远，我做不到，况且如今的形势，或许不是只能归隐。”姜维说：“其他的则凭您的智力足够算到，不烦老夫了。”两人情好欢甚。
十五日，钟会带着姜维等人到成都。十六日，钟会请护军、郡守、牙门骑督以上及原蜀汉官员在蜀汉朝堂为皇太后（明元皇后）发丧，又假造太后遗诏，令他们一同起兵废司马昭，并把不从的人关到益州诸曹屋中。姜维请钟会诛杀北方来的诸将，打算等到他们死后再杀钟会，尽坑魏兵，复兴蜀汉，于是暗中写信给刘禅说：“愿陛下忍数日之辱，臣欲使社稷危而复安，日月幽而复明。”钟会自称益州牧作乱，决定让姜维统领五万人作为前锋出斜谷，自己统率大军随其后。等到了长安，令骑兵从陆道，步兵从水道顺流浮渭入河，认为五日可到孟津，到时与骑兵会合洛阳，天下可一举而定。
十八日（3月3日），南安太守胡烈等人的士兵在成都发动兵变。钟会大惊，对姜维说：“兵士前来，似乎是想作乱，这该如何是好？”姜维说：“只有与他们一战。”于是率钟会的亲信出战，手杀五、六人。魏军击杀姜维，之后争向前斩杀钟会。
成都之乱，姜维的妻儿及原蜀汉太子刘璿、官员张翼、蒋斌、蒋显、卫继等都被魏兵杀害。魏兵放纵抄掠，经过几日才得安定。之后，邓艾父子也被卫瓘指使田续杀死。姜維時年六十二歲。司馬昭參軍衛瓘念其忠心，厚葬姜維:9。据《三国志·姜维传》注引《世语》记载，姜维死時腹部被剖开，胆跟斗一样大:1068（「膽大如斗」一說，學術界有應作「膽大如升」的說法），所以后世有“大胆姜伯约”的说法。
西魏年间，姜维被权臣宇文泰追封为开明王。
今台灣台北市大稻埕中有一廟名為天水宮，該廟的主神姜王爺即姜維。

## 評價
後世對於姜維的評價，頗具爭議。有史學家認為他出兵無度，導致國力疲弊，間接使蜀漢亡國；有另一些學者認為並不盡然。

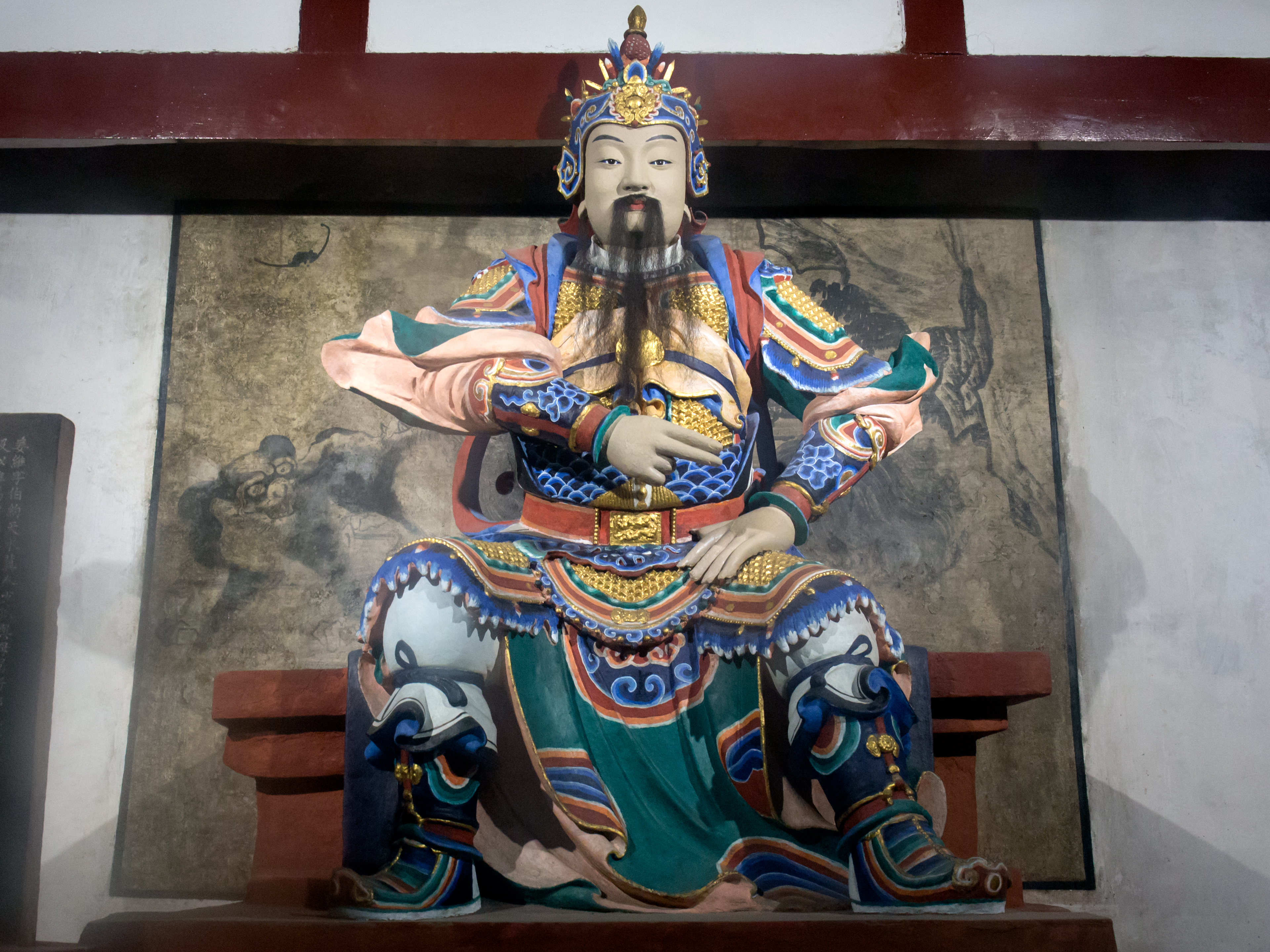
成都武侯祠内的姜维塑像

- 蜀汉丞相諸葛亮：“姜伯約忠勤時事，思慮精密，考其所有，永南、季常諸人不如也。其人，涼州上士也。”又說：“姜伯約甚敏於軍事，既有膽義，深解兵意。此人心存漢室而才兼於人，畢教軍事，當遣詣宮，覲見主上。”
- 魏國司徒鍾會：“公侯以文武之德，懷邁世之略，功濟巴、漢、聲暢華夏，遠近莫不歸名。每惟疇昔，嘗同大化，吳札、鄭喬，能喻斯好。”又說：“以伯約比中土名士，公休、太初不能勝也。”[4]:1067。
- 魏國邓艾：“姜维，自一时雄儿也。然与某相值，故穷耳。”（《三国志·魏书·王毌丘诸葛邓钟传第二十八》）
- 蜀汉官员郤正后在西晋官至太守，著論评論姜維，稱：「姜伯約據上將之重，處群臣之右。宅舍弊薄，資財無餘，側室無妾媵之褻，後庭無聲樂之娛。衣服取供，輿馬取備，飲食節制，不奢不約，官給費用，隨手消盡；察其所以然者，非以激貪厲濁，抑情自割也。直謂如是為足，不在多求。凡人之談，常譽成毀敗，扶高抑下，咸以姜維投厝無所，身死宗滅，以是貶削，不復料擿，異乎《春秋》褒貶之義矣。如姜維之樂學不倦，清素節約，自一時之儀表也。」[4]:1068（「位居上將之重位，處於群臣之首。屋宅院舍簡陋，沒有多餘資財和妾室，家中沒有聲樂娛樂之物，穿衣、出行、日用及飲食上也有節制，薪水也都隨手用光；姜維之所以這樣，並非刻意表現清廉高尚，而是滿足於這樣的待遇，沒有多餘奢求。常人譽成毀敗，扶高抑下，都認為姜維投降於蜀，最後死無葬身之地和家族滅亡是失敗作為，而不復探索其他方面，這有異於春秋褒貶人物之本義。像姜維這樣好學不倦，清廉樸素，節儉簡約，可說是一時之模範。」）
- 郭颁：「时蜀官属皆天下英俊，无出维右。」
- 曹奂：「蜀所恃赖，唯维而已。」
- 干宝：「姜维为蜀相，国亡主辱弗之死，而死于钟会之乱，惜哉！非死之难，处死之难也。是以古之烈士，见危授命，投节如归，非不爱死也，固知命之不长而惧不得其所也。」
- 左思：「庭扣钟磬，堂抚琴瑟。匪葛匪姜，畴能是恤？」
- 常璩：「姜维才非亮匹，志继洪轨，民嫌其劳，家国亦丧矣。」
- 蜀汉將領廖化於景耀五年（262年）姜維出兵狄道時表示：「『兵不戢，必自焚』，伯約之謂也。智不出敵，而力少於寇，用之無厭，何以能立？詩云『不自我先，不自我後』，今日之事也。」[20]點出了廖化對姜維連年用兵，耗損蜀漢國力的擔憂。
- 陳壽於《三國志》中評論：「姜維粗有文武，志立功名，而玩眾黷旅，明斷不周，終致隕斃。老子有云：‘治大国者犹烹小鲜’况于区区蕞尔，而可屡扰乎哉。」[4]:1069
- 傅玄《傅子》：「維為人好立功名，陰養死士，不修布衣之業。」「姜维欲速立其功，勇而无决也。」[4]:1063
- 東晉孫盛对姜维评价很差：「異哉郤氏之論也！夫士雖百行，操業萬殊，至於忠孝義節，百行之冠冕也。姜維策名魏室，而外奔蜀朝，違君徇利，不可謂忠；捐親苟免，不可謂孝；害加舊邦，不可謂義；敗不死難，不可謂節；且德政未敷而疲民以逞，居禦侮之任而致敵喪守，於夫智勇，莫可云也：凡斯六者，維無一焉。實有魏之逋臣，亡國之亂相，而云人之儀表，斯亦惑矣。縱維好書而微自藻潔，豈異夫盜者分財之義，而程、鄭降階之善也？」[4]:1068-1069（「士大夫雖有百種德行，做萬種不同作業，但忠孝義節是百行中最重要品德。姜維求功名於魏室，而外奔蜀漢，違背主君而徇私，不可謂『忠』；為苟且免死，捐棄母親，不可謂『孝』；加害於舊祖國，不可謂『義』；戰敗而不死於難，不可謂『節』；而且沒有德政而疲憊人民以逞強，身居抵禦外侮之責任而引致喪失國土於敵人，不可謂『智勇』。這六樣美德，姜維一項也沒有。實有魏之叛臣，亡蜀漢之亂相，而說他人之儀表。縱使姜維好讀書而自奉卑微、文藻高潔，豈不與強盜富貴，晉侯嬖程鄭降問自降下偽善之道理一樣？」）「盛以为古人云，非所困而困焉名必辱，非所据而据焉身必危，既辱且危，死其将至，其姜维之谓乎！邓艾之入江油，士众鲜少，维进不能奋节绵竹之下，退不能总帅五将，拥卫蜀主，思后图之计，而乃反覆于逆顺之间，希违情于难冀之会，以衰弱之国，而屡观兵于三秦，已灭之邦，冀理外之奇举，不亦暗哉！」
- 但裴松之为《三国志》作注则不同意孙盛之批评：「臣松之以為盛之譏維，又為不當。于時鍾會大眾既造劍閣，維與諸將列營守險，會不得進，已議還計，全蜀之功，幾乎立矣。但鄧艾詭道傍入，出於其後，諸葛瞻既敗，成都自潰。維若回軍救內，則會乘其背。當時之勢，焉得兩濟？而責維不能奮節緜竹，擁衞蜀主，非其理也。會欲盡坑魏將以舉大事，授維重兵，使為前驅。若令魏將皆死，兵事在維手，殺會復蜀，不為難矣。夫功成理外，然後為奇，不可以事有差牙，而抑謂不然。設使田單之計，邂逅不會，復可謂之愚闇哉！」[4]:1068（「臣裴松之以為孫盛之譏評姜維，又為不當。于時鍾會大眾既造劍閣，姜維與諸將列營守險，鍾會不得進，已相議退還之計，幾乎建立保全蜀漢之功。但鄧艾行險詭道傍入，出於其後，諸葛瞻既敗，成都自行投降。姜維若回軍救成都，必被前後夾擊，如果這就批評姜維守備綿竹不力，不能保住蜀國，並沒有道理，及後鍾會謀反，企圖盡殺魏將，並授大權與姜維，若魏將皆死，姜維殺鍾會以復國之計大有可能成功，計謀膽量可稱為奇，雖然最後失敗，但卻不能說姜維只是庸才一名，若當年田單復齊國不成，我們又要說田單只是庸人一名?」）「郤正此论，取其可称，不谓维始终行事皆可准则也。所云『一时仪表』，止在好学与俭素耳。本传及魏略皆云维本无叛心，以急逼归蜀。盛相讥贬，惟可责其背母。馀既过苦，又非所以难郄正也。」「亮有吞魏之志久矣，不始于此众人方知也，且于时师出无成，伤缺而反者众，三郡归降而不能有。姜维，天水之匹夫耳，获之则于魏何损？」
- 《世說新語》：「時蜀官屬皆天下英俊，無出維右。」[4]:1067
- 范缜：「比干之心，七窍列角；伯约之胆，其大若拳，此心器之殊也。是知圣人定分，每绝常区，非惟道革群生，乃亦形超万有。」
- 陈普：「国小民劳事已非，城狐不斩愈危机。却屯已可擒钟会，邓艾无翎独解飞。」「无德那堪力不任，重关如掌寇戎深。幽冥不系枭钟会，犹有区区一片心。」（《陈普诗选》）
- 宋代劉克莊《錄姜伯約遺言》：「事或難遙度，人殊未易知。誰云卧龍死，復有一姜維！」[21]
- 胡三省：「维之智固足以玩弄钟会于股掌之上，迫于时、制于命，奈之何哉！？姜维之心，始终为汉，千载之下，炳炳如丹，陈寿、孙盛之贬，非也。」「屡败而不止，为亡蜀张本。」
- 罗贯中：「天水夸英俊，凉州产异才。系从尚父出，术奉武侯来。大胆应无惧，雄心誓不回。成都身死日，汉将有余哀。」
- 李贽：「又一孔明。」
- 黄宗羲：「主上以忠臣之后仗我，我所以栖栖不忍去也；今方寸乱矣，吾不能为姜伯约矣。」
- 清代史学家王鳴盛赞姜维「姜维志在复蜀，不成被杀，其赤心则千载如生，维之于蜀，犹张世杰、陆秀夫之于宋耳。」「但讥其玩众黩旅，以致陨毙，寿岂不知不伐贼王业亦亡，惟坐而待亡，孰与伐之？」[22]。
- 清代翰林侍讀學士鞏建豐在其主修的《伏羌縣志》稱：「夫深知天下事不可為而為之者，孔明是也；深知國事不可為而為之者，姜伯約是也」[21]。
- 蔡东藩：「姜维才不逮诸葛，而欲与魏争胜，连岁出师，致民劳苦，不可谓非失计。然如后主之昏愚，亲小人，远贤臣，就使维不伐魏，蜀亦宁能久存乎？况维闻魏人窥蜀，即表请遣将守险，而为一黄皓所误，卒至魏兵三路，长驱直入；是咎在黄皓，于维无尤也。剑阁守险，钟会屡攻不克，而邓艾从阴平进兵，直趋涪城，诸葛瞻不依黄崇之议，让敌深入，猝至战死，是咎在诸葛瞻，于维亦无尤也。成都虽危，尚堪背城借一，后主宁从谯周，不从北地王谌，面缚出降，坐丧蜀土，是咎在后主，于维更无尤也。至大势已去，维尚诈降钟会，意图规复，乃不幸失败，一死谢国，维之报主，至矣尽矣！天不祚蜀，何维之足尤乎？」
- 近代史学家呂思勉在《三國史話》中分析：「……諸葛亮死後，蜀漢還有二十九年的命運。這二十九年之中，前十二年，總統國事的是蔣琬；中七年是費褘；後十年是姜維。蔣琬、費褘手裡，都不甚出兵伐魏。姜維屢次想大舉，費褘總裁制他，不肯多給他兵馬。費褘死後，姜維做事才得放手些，然而亦無大功，而自己國裡，反因此而有些疲弊。當時很有反對他的人。後來讀史的人，亦有以蜀之亡歸咎於姜維的用兵的，其實亦不盡然。」[23]:110-111又云：「從魏齊王芳之立，至高貴鄉公的被弒，其間共計二十一年，即係入三國後之第二十一年至第四十一年，正是魏國多事之秋，蜀漢若要北伐，其機會斷在此間，而其機會又是愈早愈妙，因為愈早則魏國的政局愈不安定。然此中強半的時間，都在蔣琬、費褘秉政之日，到姜維掌握兵權，已經失之太晚了。所以把蜀國的滅亡，歸咎到姜維，實在是冤枉的。倒是蔣琬、費褘，應當負較大的責任。」[23]:111
- 曾任陳布雷秘書及台灣政治大學教授的蔣君章，欽敬姜維「明辨忠奸」、「移孝作忠」、「好學不倦」，從不灰心奮鬥，「即在無可奈何中，他還是想辦法達到光復社稷」，奮鬥精神，值得佩服。[24]:267
- 成海應：「孔明奇才也, 而六出無功. 孔明旣歿之後, 天時人事, 只當修好吳魏, 以安邊民, 靜以待天而已. 姜維乃九伐中原, 其心何曾以漢賊不兩立之義, 矢復高光舊物哉. 只是負才自矜, 僥倖希覬, 要多于前人者也. 孔明之六出, 行之以所當爲, 便有生道殺人之義, 故國猶不瘁. 維之九伐, 期必於萬一之幸, 驅民以自逞, 數千里罷氓, 何以堪命哉. 凡人臣以此心從事者, 無守節死義之心, 維之降固其所也. 說者或以爲維欲有爲而降, 不知之論也.」（󰡔存齋集󰡕 卷14, 雜著, 格物說）

## 後人
《三国志》中记载，姜维谋复蜀汉事败，“魏將士憤發，殺會及維，維妻子皆伏誅”。但据《新唐书·宰相世系表》中记载，姜维仍有后代留存，世代居于上邽，可能是姜维归汉以前留下来的子嗣。
- 姜明，姜维裔孙。北魏时官员，兖州刺史、天水郡公。
- 姜远，姜明子。北周时官员，荆秦二州刺史、朝邑县公。
- 姜寶誼，姜远子。唐高祖时將領，右武衛大將軍、永安县公。與宋金剛作戰被俘不屈死，追贈左衛大將軍、幽州总管。
- 姜恪，姜寶誼子。唐高宗時將領，侍中、永安郡公。因戰功官至左相，与阎立本同时为相，人称“左相宣威沙漠，右相驰誉丹青”。
- 姜協，姜寶誼子。唐时官员，燕然都護、夏州都督、成紀縣侯。善篆籀。
- 姜琇，姜協子。唐时官员，夏州都督府法曹。
- 姜昂，姜琇子。唐时官员，朝议大夫前、行尚书司勋郎中、上柱国。
- 姜還，姜昂孙。唐时官员，虔州刺史、將作少監。

## 藝術形象

### 三國演義
小說《三國演義》中，姜維是一個形象正面，文武兼備的少年才俊，首次交戰趙雲有段描寫：「子龍躍馬挺槍，直取姜維。戰不數合，維精神倍長。子龍大驚。」 諸葛亮見過這個年青人，還立即收其為徒，傳授畢生之學。

### 動漫遊戲
- 三國殺
- 《三國演義》
- 真三國無雙系列 / 無雙OROCHI系列（光榮公司開發，菅沼久義配音）
- 決戰II
- 《火鳳燎原》
- 三國志姜維傳

### 影视
- 1985年--中國湖北電視台《諸葛亮》：何玉海
- 1985年--香港亞洲電視電視劇《諸葛亮》：李嘉豪、杨得时
- 1994年--中國中央電視台電視劇集《三國演義》：张天舒、樊志起
- 1996年--電影《诸葛孔明》：王晓东
- 2006年--電視劇《神鬼八陣圖》：王全有
- 2010年--中國電視劇《三国》：叶鹏
- 2017年--中國電視劇《大軍師司馬懿之軍師聯盟》：白海涛

## 延伸阅读
[在维基数据编辑]
 《三國志·卷44》，出自陳壽《三國志》
 在维基共享资源阅览影像